# Рафиня (футболист, р. 1993)
Рафаел Алкантара до Насименто (на португалски: Rafael Alcântara do Nascimento), познат само като Рафиня или Рафа Алкантара, е бразилски футболист, роден на 12 февруари 1993 г. Състезава се като атакуващ полузащитник.

## Кариера
Роден е в Сао Пауло, Бразилия. Рафиня се присъединява към младежките редици на ФК Барселона на 13-годишна възраст. На 8 януари 2011 г. прави професионалния си дебют с Б-отбора, като резерва на Джонатан дос Сантос в 55-а минута срещу Хирона в Сегунда дивисион.
Рафиня дебютира за първия отбор на Барселона на 9 ноември 2011 г., като резерва на Сеск Фабрегас за последните 15 минути при 1:0 над Хоспиталет за Купата на Краля. Той завършва сезона с 39 мача, от които 35 като титуляр и 8 гола за резервите.
На 27 юни 2013 г. Рафиня удължава договора си с Барса до 2016 г. Няколко седмици по-късно, е даден под наем на Селта Виго. Дебютира в Примера дивисион на 19 август, срещу Еспаньол.
Рафина вкарва първия си гол за „блаугранас“ на 3 декември 2014 г.
Със сънародника си Неймар, Рафиня започва отляво от атаката на Барселона в Суперкупа на УЕФА през 2015 г. срещу Севиля в Тбилиси, отбелязвайки трети гол за Барселона при 5:4 победа. На 16 септември 2015 г. той претърпява разкъсване на дясна предна кръстна връзка по време на мач с АС Рома (1:1) от груповата фаза на Шампионската лига, напускайки играта с носилка, след като се сблъсква с Раджа Наинголан.
Рафиня вкарва 6 гола в 18 изяви през кампанията 2016/17, но също така трябва да се подложи на хирургическа интервенция за менискус след мача срещу Гранада през април 2017 г., която го вади от игра за 9 месеца.
На 22 януари 2018 г. е преотстъпен на Интер Милано, с опция за закупуване на стойност €35 млн.

## Личен живот
Негов по-голям брат е Тиаго Алкантара, който играе за германския Байерн Мюнхен и Испанския национален отбор.

## Успехи

### Отборни
Барселона
- Примера дивисион (2): 2014/15, 2015/16
- Купа на краля (4): 2011/12, 2014/15, 2015/16, 2016/17
- Шампионска лига (1): 2014/15
- Суперкупа на УЕФА (1): 2015

### Международни
Бразилия
- Летни олимпийски игри: 2016

### Индивидуални
Примера дивисион
- Откритие на годината: 2013/14